# Weißenstadt
Weißenstadt é um município da Alemanha, situado no distrito de Wunsiedel, no estado da Baviera. Tem 42,23 km² de área, e sua população em 2019 foi estimada em 3.099 habitantes.